# Tamaño completo de Ford
Tamaño completo de Ford es el término popular que se viene empleando para una larga lista de vehículos de la Ford Motor Company, producido en Estados Unidos desde 1908 hasta la década de 2010.[cita requerida]

## Historia
La aplicación de este término es utilizada por Ford desde el modelo T en 1908, hasta el Crown Victoria. La expresión tamaño completo no indica necesariamente que sean más grandes en relación con sus competidores, pero siempre fue el modelo más grande y más completo ofrecido por Ford en los sucesivos modelos lanzados al mercado.
El Ford estadounidense de tamaño completo, naturalmente ha sido actualizado para mantener el ritmo de la tecnología contemporánea a través del siglo XX. En este tipo de automóvil de Ford, siempre han estado marcadas las condiciones y características de los modelos al tener el motor en la parte delantera del coche, con tracción trasera y la construcción de la carrocería desarrollada sobre bastidor.
Desde 1932 en adelante, todos los Ford de tamaño completo tenían como opcional al motor V8, por ello es discutida la inclusión del Ford Five Hundred y los modelos de Ford de quinta y sexta generación como el Taurus en esta clasificación, por tener estos modelos tracción delantera, con un diseño monocasco, suspensión independiente y ofrecidos con un motor V6 solamente. Del mismo modo, el Zephyr, el Falcon y otros grandes modelos a nivel internacional, tienen grandes diferencias mecánicas y culturales de los de estirpe estadounidense de tamaño completo.
Los coches fabricados en Estados Unidos en los primeros años fueron identificados por marca y año como, por ejemplo: el modelo 1952.[cita requerida]
| Modelos   | Producción | Imagen |
| --------- | ---------- | ------ |
| Modelo T  | 15,006,449 |        |
| Modelo A  | 4,849,340  |        |
| Modelo B  | 1,109,714  |        |
| Ford 48   | 1,751,031  |        |
| Ford 1937 | 2,380,980  |        |
| Ford 1941 | 1,996,696  |        |
| Ford 1949 | 2,525,425  |        |
| Ford 1952 | 3,079,025  |        |
| Ford 1955 | 2,827,849  |        |
| Ford 1957 | 3,977,846  |        |
| Ford 1960 | 4,138,182  |        |
| Galaxie   | 10,288,996 |        |
| Total     | 53,931,533 | -      |

## Uso policial
Las fuerzas policiales de Estados Unidos han utilizado a los Ford de tamaño completo durante décadas, debido a su preferencia por el motor V8, la potencia proporcionada por la tracción trasera y la robusta construcción de las carrocerías sobre bastidor, que puede ser reparados a bajo precio. Sin embargo, debido a la desaparición de todos los vehículos con estas características de General Motors y Chrysler, el Ford Crown Victoria Police Interceptor ha mantenido el monopolio en su uso como vehículo policial.[cita requerida]